# HD 6434 b
HD 6434 b é um planeta extrassolar que orbita a estrela HD 6434. Ele tem uma massa mínima de 0,39 massas de Júpiter. Ele orbita a estrela a uma distância média de 0,14 UA em 22 dias.
Estudando a missão astrométrica Hipparcos, um grupo de cientista propôs uma inclinação de 179,9° e uma massa 196 vezes a de Júpiter. Nesse caso, o planeta poderia ser uma anã vermelha. No entanto, os dados não são conclusivos e é extremamente difícil o planeta se encontrar nessa posição.